# Standard (musica)
In ambito musicale, uno standard è una composizione di consolidata popolarità, considerata parte del repertorio comune di uno o più generi musicali. Sebbene non esistano elenchi ufficiali di standard, tali composizioni possono essere identificate quando eseguite o registrate da una varietà di artisti, anche con arrangiamenti diversi. Gli standard rivestono particolare importanza nella musica jazz quali veicolo per l'improvvisazione.

## Storia
Gli anni tra il 1920 e il 1960 costituirono un periodo importante per la musica popolare statunitense. In questi anni si consolidò il successo del genere teatrale del musical, in particolare a Broadway, e, con l'avvento del sonoro, dei film musicali hollywoodiani, spesso ispirati agli spettacoli teatrali. Nel contempo, con lo svilupparsi dell'industria discografica e radiofonica, si affermarono le canzoni tratte dai musical o dai film, che, insieme a parte di quelle di Tin Pan Alley, andarono così a costituire il cosiddetto Great American Songbook (lett. "grande canzoniere americano"). Un gruppo di compositori, tra cui George e Ira Gershwin, Jerome Kern e Oscar Hammerstein II, Cole Porter, Irving Berlin, sviluppò le caratteristiche stilistiche di quelli che sono definiti anche come american standards.
Del vastissimo numero di canzoni composte in quel periodo, la maggior parte delle quali rapidamente dimenticate, alcune continuarono ad essere suonate e ascoltate anche molti anni dopo la loro pubblicazione. Il termine "standard", dunque, nacque probabilmente tra i musicisti professionisti per indicare le canzoni di popolarità duratura, che dunque era opportuno conoscere a memoria. Gli standard divennero patrimonio comune per tutti gli esecutori e i cantanti dell'epoca, entrando poi nel repertorio del jazz.

## Caratteristiche
Sebbene il concetto di "standard" sia nato per identificare i brani del Great American Songbook, successivamente entrati a far parte del repertorio dei jazzisti, il concetto si è poi esteso ad altri generi come, ad esempio, il blues, il gospel e il folk. Sebbene non ci siano dei criteri riconosciuti in maniera univoca e universale per definire quali sono gli standard di un dato genere, questi ultimi sono accomunati dal fatto di essere stati eseguiti o registrati da un gran numero di artisti, solitamente con arrangiamenti diversi tra loro. Inoltre, gli standard vengono citati in altre opere e fungono da base per le improvvisazioni. Gli standard sono oggetto di contaminazione tra più generi (crossover). Ciò è confermato dal fatto che molti standard del jazz sono impiegati nella musica pop, così come gli standard del blues, che sono entrati nel contesto rock.